# КК Хамбург тауерси
Хамбург тауерси је професионални немачки кошаркашки клуб, смештен у Хамбургу. Тауерси се тренутно такмиче у Бундеслиги, након што су освојили прво место и  изборили промоцију из Друге лиге у 2019.
Клуб је основан 2013. године, клуб је играо у Другој лиги од сезоне 2014–15. У 2019, Хамбург је по први пут промовисан у Бундеслигу. Од 2014. њихова матична арена је Арена Едел-оптикс у Вилхелмсбургу. Арена има капацитет од 3.400 седишта.

## Историја
У фебруару 2013, бивши кошаркаш Паскал Ролер и предузетник Волфганг Сем су објавили своје планове да се врати професионална кошарка у  Хамбургу. У граду није било професионалне кошарке од банкрота Хамбурга 2002. године. Првобитни циљ клуба је био да добије специјалну позивницу за Бундеслигу. Међутим, тим је добио место у другом рангу.
Клуб је дебитовао у сезони 2014-15 у Другој Лиги. Свој први меч клуб је одиграо 28. септембра 2014. и победио Гисен фортисиксерсе. У својој дебитантској сезони, тим је завршио на осмом месту на табели. У сезони 2015–16, тауерси су имали највећу просечну посећеност од свих клубова у Другој лиги са 3.047 гледалаца по утакмици.
У сезони 2018-19, Хамбург је регуларни део сезоне завршио на 4. месту. 30. априла 2019. године, Хамбург тауерси су промовисани у Бундеслигу fпрви пут после победе над носиоцима Чемницом у полуфиналу плеј-офа, и тако доспели до финала Друге лиге. 4. маја 2019. године, Хамбург је освојио Другу лигу након победе над Нирнберг фалконсима у другом мечу.

## Учинак по сезонама
| Сезона  | Бр. | Лига                         | Поз. | ПБ-ПЗ |
| ------- | --- | ---------------------------- | ---- | ----- |
| 2014–15 | 2   | Друга лига Немачке у кошарци | 8.   | 15–18 |
| 2015–16 | 2   | Друга лига Немачке у кошарци | 5.   |       |
| 2016–17 | 2   | Друга лига Немачке у кошарци | 9.   | 14–16 |
| 2017–18 | 2   | Друга лига Немачке у кошарци | 10.  | 13–17 |
| 2018–19 | 2   | Друга лига Немачке у кошарци | 1.   | 26–15 |
| 2019–20 | 1   | Бундеслига Немачке у кошарци | 17.  | 3–17  |
| 2020–21 | 1   | Бундеслига Немачке у кошарци | 7.   | 21–13 |

## Успеси
Титуле: 1
- Друга лига Немачке у кошарци
  - Победник (1): 2018–19

## Играчи

### Графикон позиција
| Поз. | Стартер      | Клупа 1       | Клупа 2   | Резерве/повређени |
| ---- | ------------ | ------------- | --------- | ----------------- |
| Ц    | Мајк Коцар   | Еди Едигин    |           |                   |
| КЦ   | Сет Хајнрикс | Лукас Мајзнер |           | Хендрик Дрејшер   |
| К    | Калеб Хомзли | Робин Кристен | Зак Браун |                   |
| Б    | Џејлон Браун | Макс Дилео    |           | Осаро Јирген Рик  |
| П    | Џустус Холац | Тревон Блујет |           | Џордан Волкер     |

## Познати играчи
- Адин Врабац
- Беу Беч
- Хајко Шафарцик
- Хорхе Гутијерез
- Луис Олинде
- Марвин Огунсипе
- Мајкл Карера
- Јаник Франке
- Мајк-Калев Коцар

## Тренери
| Бр. | Име            | Период                  | Успеси                             |
| --- | -------------- | ----------------------- | ---------------------------------- |
| 1   | Хамед Атарбаши | 2014. – фебруар 2018.   |                                    |
| 2   | Бенка Барлошки | фебруар – мај 2018.     |                                    |
| 3   | Мајк Тејлор    | мај 2018. – јун 2020.   | Друга лига Немачке у кошарци: 2019 |
| 4   | Педро Каљес    | Август 2020. – тренутно |                                    |

## Дворана
- 2013: Арена Едел-оптикс (капацитет: 3.400)